# Кристиан фон Заксен-Вайсенфелс (1652–1689)
Кристиан фон Саксония-Вайсенфелс (на немски: Christian von Sachsen-Weißenfels; * 25 януари 1652, Хале; † 24 август 1689 пред Майнц) от рода на Албертинските Ветини, е потомствен принц и титулуван херцог на Саксония-Вайсенфелс и генерал на Курфюрство Саксония.

## Живот
Кристиан е третият син на херцог Август фон Саксония-Вайсенфелс (1614 – 1680) и първата му съпруга Анна Мария (1627 – 1669), дъщеря на херцог Адолф Фридрих I фон Мекленбург.
През 1686 г., по време на Голямата война против турците (1683 – 1699), Кристиан ръководи саксонския контингент от 4200 мъже при обсадата на Буда и се отличава заедно с брат си Хайнрих. Като военачалник той има големи успехи и е повишен в генерал-фелдмаршал-лейтенант на Курфюрство Саксония.
Принц Кристиан е приет от баща си, който е шеф, в литературното общество „Fruchtbringende Gesellschaft“. На 24 август 1689 г., по време на обсадата на Майнц, 37-годишният Кристиан получава смъртоносна рана от мускет и е погребан в оловен ковчег в дворцовата църква на Ной-Августусбург във Вайсенфелд.